# 야광귀
야광귀(夜光鬼)는, 대략 대한제국 구한말 시대에, 한성(漢城, 지금의 서울 지역)의 특정 일대 지역에서, 구정(舊正, 설날)에 관련된 구전 민속 괴담 및 전설이나 설화로써 전해 내려지는, 귀괴(鬼怪)의 일종이다.
설화나 전설에 의하면 야광귀는 야광귀신(夜光鬼神)이라고도 불렀고, 순 우리말로는, 앙괭이(또는 양괭이)라고도 불리며, 온 몸이 새까맣게 불에 탄 사람처럼 생겼고, 정수리에 작은 등불 또는 화로가 있어서 항상 불빛을 낸다. 신발을 좋아해서 훔쳐가곤 한다. 그리고 그 가져간 신발의 주인은 그 해에 안 좋은 일이 많이 일어난다고 한다. 그런데 야광귀는 구멍에 집착하기 때문에 체 같은 것을 걸어두면 밤새도록 그 앞에 붙어 있다. 이것이 매년 음력 연말에 나타난다는 괴담(야광귀쫓기)이 서울 지역 어린이들 사이에 유행했다고 『경도잡지』에 전하는데, 바로 이 괴담을 『경도잡지』에서는 어른들이 아이들을 빨리 재우려고 일부러 퍼뜨린, 엉뚱한 재담(才談)이 섞인 괴담(怪談)이라고 평했다.
한편, 야광귀를 『세시기속』에서는 야귀왕(夜鬼王)이라고도 하며, 신발을 신어 보고 그 중 발에 맞는 것을 훔쳐간다고 한다.:305
관련된 괴풍습(怪風習)으로는, 야귀왕(야광귀)을 쫓기 위하여, 앞서 언급한 체 같은 것을, 매년 음력 연말 밤에 아이들 자는 집의 문 앞에 걸어두어 신발 훔치러 들어온 야귀왕이 체에 뚫린 구멍을 세다가 새벽 닭 울 적에 달아나게끔 하는 괴담 섞인 풍습(風習)을 야광귀쫓기라 불렀다.